# 博爾曉瓦 (丘胡伊夫區)
49°59′55″N 37°7′34″E / 49.99861°N 37.12611°E
博爾曉瓦（烏克蘭語：Борщова）是位於烏克蘭東部的村莊，由哈爾科夫州丘胡伊夫区的佩切尼希市鎮負責管轄。該村距離漢尼夫卡和胡斯利夫卡2.5公里，始建於1672年，面積0.99平方公里，海拔高度171米，2001年人口232。